# Darwinberberis
Darwinberberis (Berberis darwinii) är en berberisväxtart som beskrevs av William Jackson Hooker. Darwinberberis ingår i släktet berberisar, och familjen berberisväxter. Inga underarter finns listade i Catalogue of Life.

## Bildgalleri

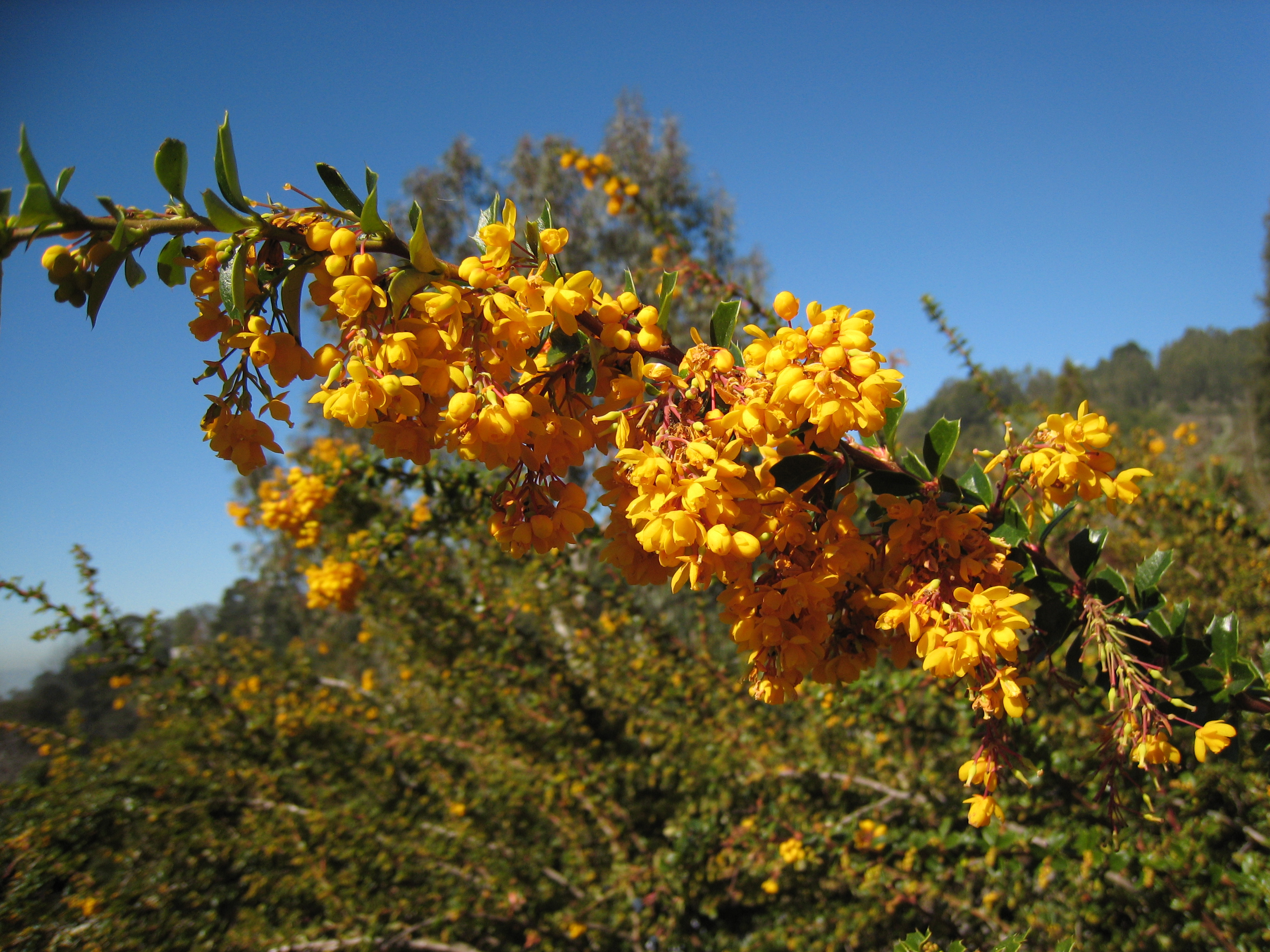
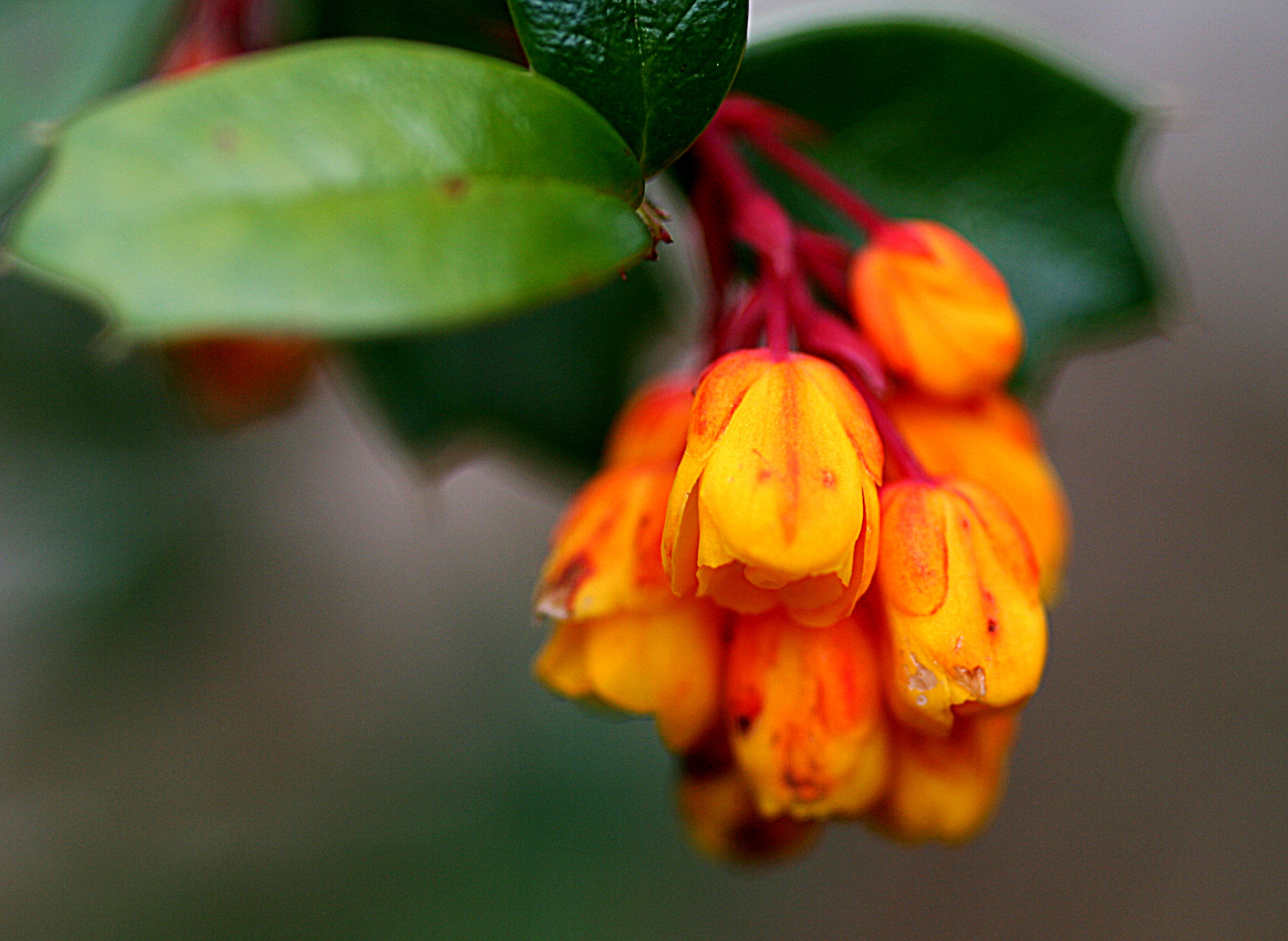
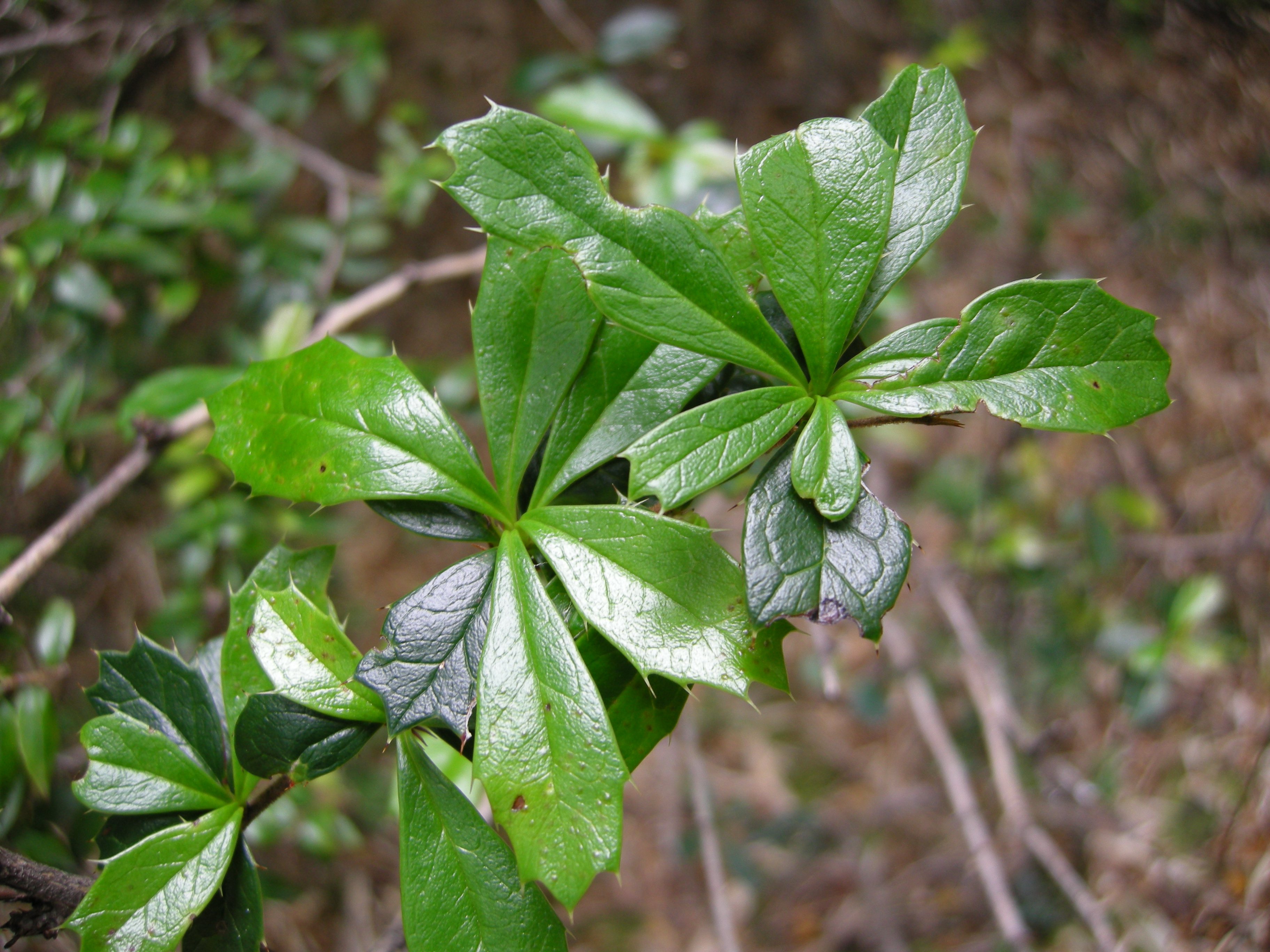
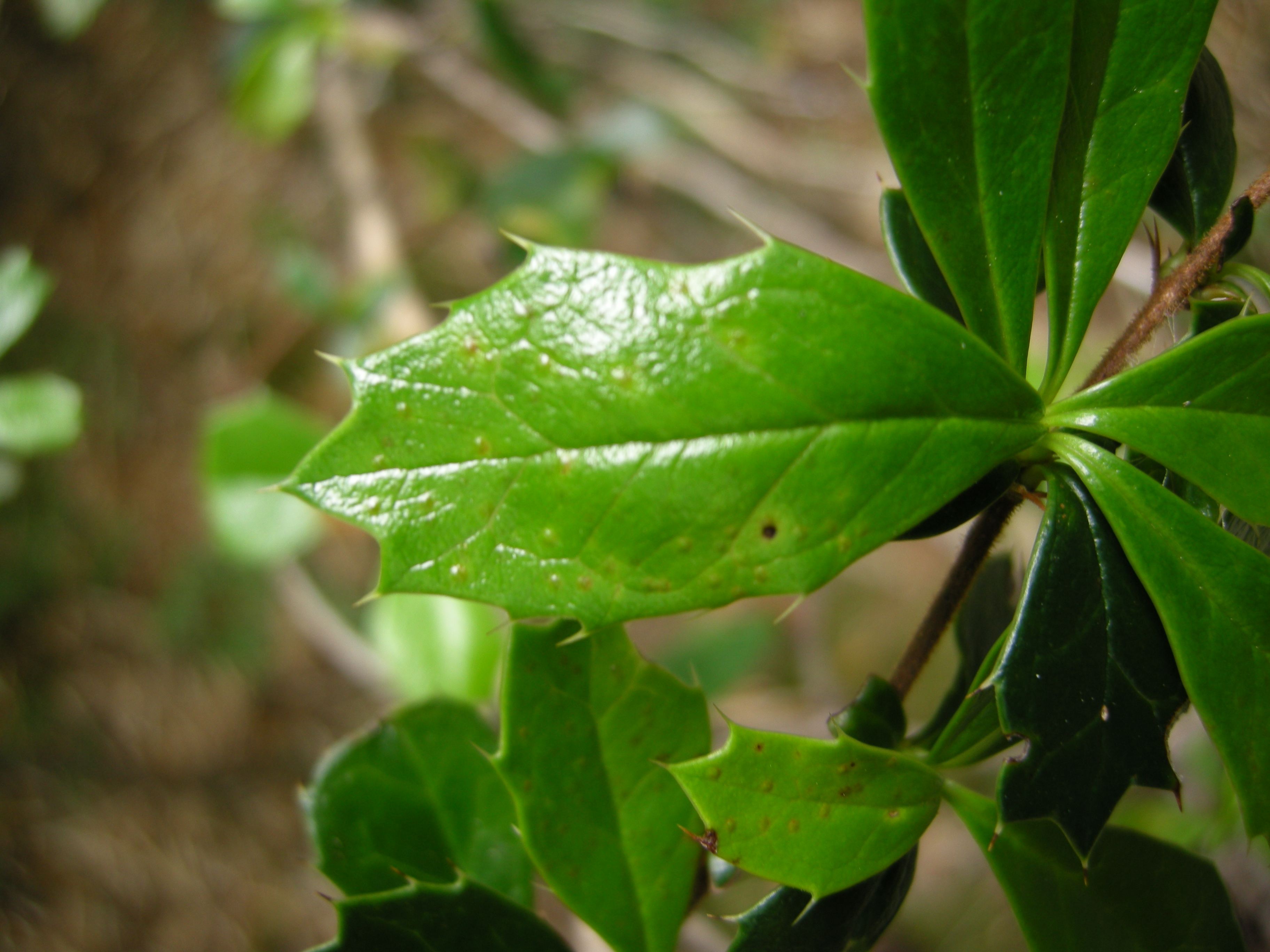
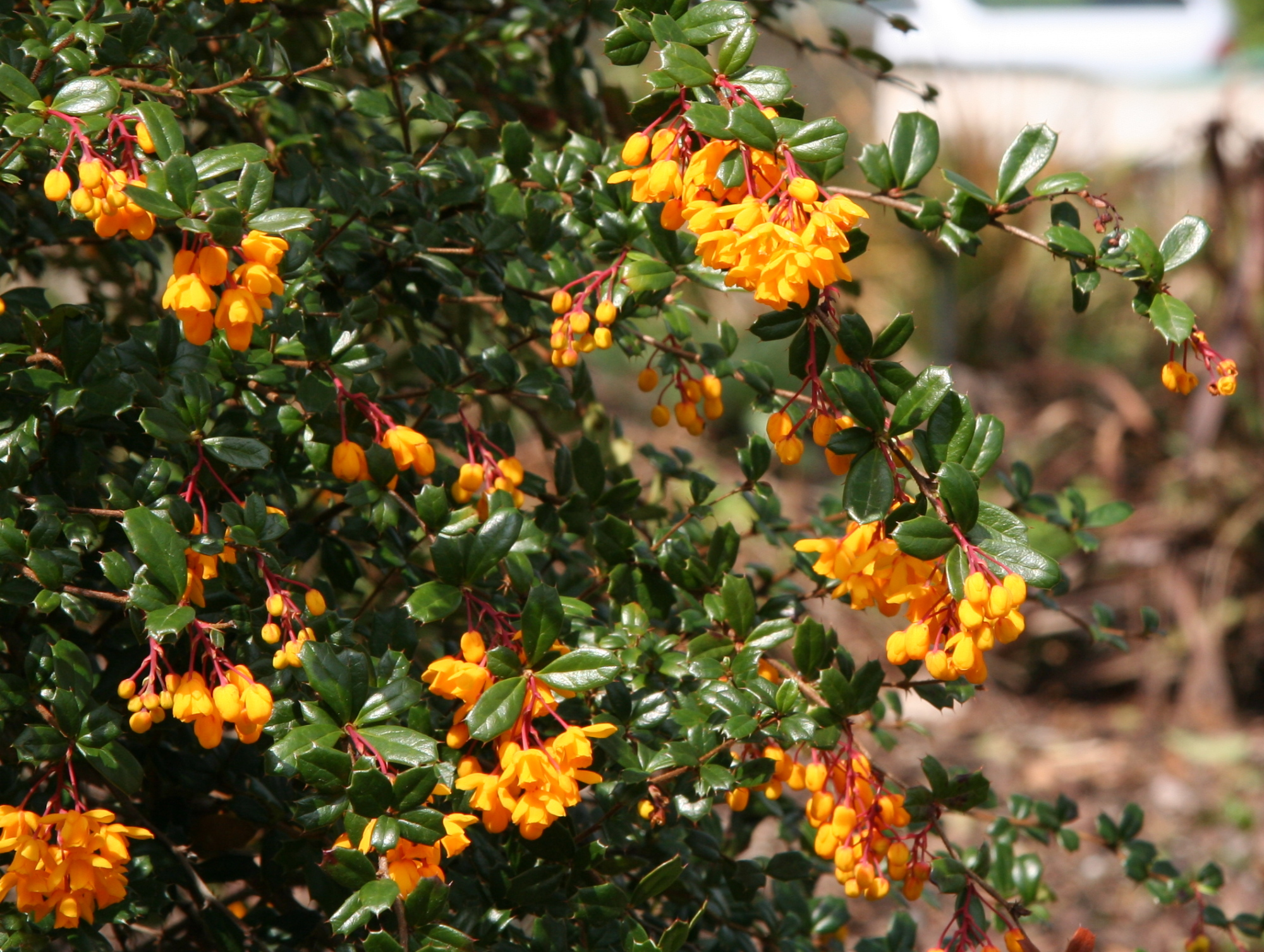
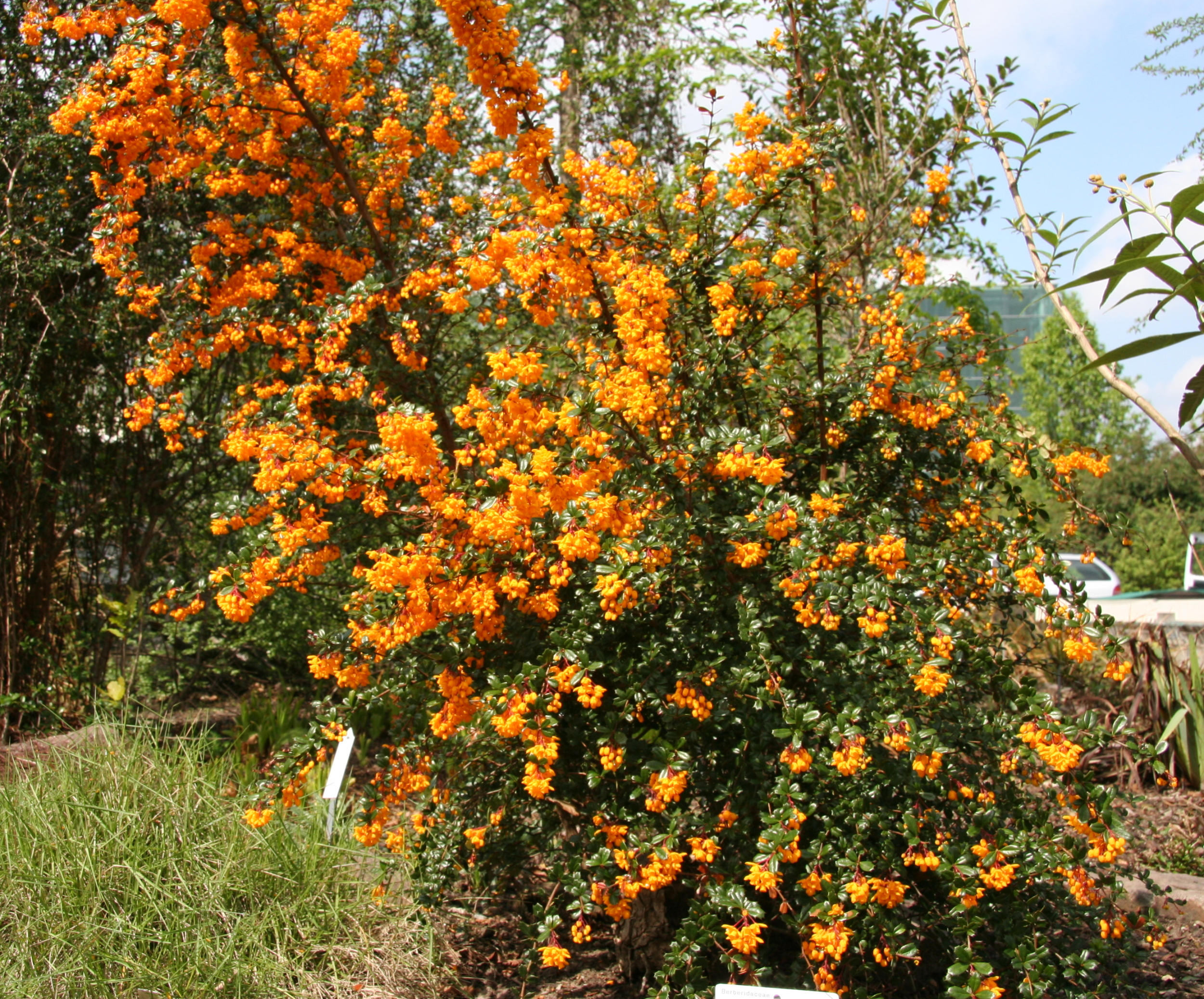